# Rừng tràm Trà Sư

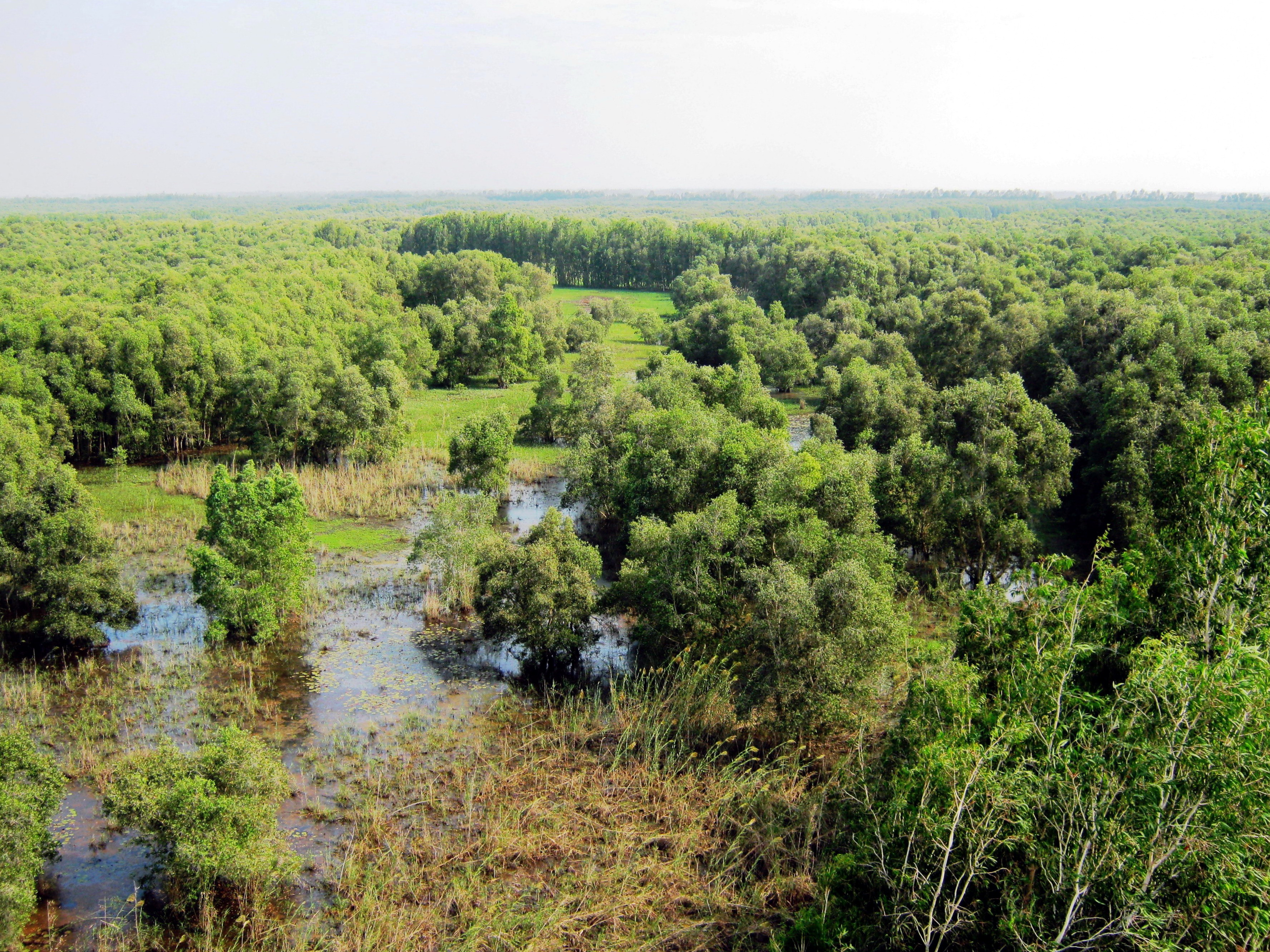
Một phần của khu rừng tràm Trà Sư (nhìn từ trên cao)

Rừng tràm Trà Sư là một khu rừng và khu du lịch sinh thái nằm trên địa bàn ấp Văn Trà, xã Văn Giáo, thị xã Tịnh Biên, tỉnh An Giang. Đây là rừng ngập nước tiêu biểu cho vùng Tây sông Hậu, là nơi sinh sống của nhiều loài động vật và thực vật thuộc hệ thống rừng đặc dụng Việt Nam.

## Vị trí

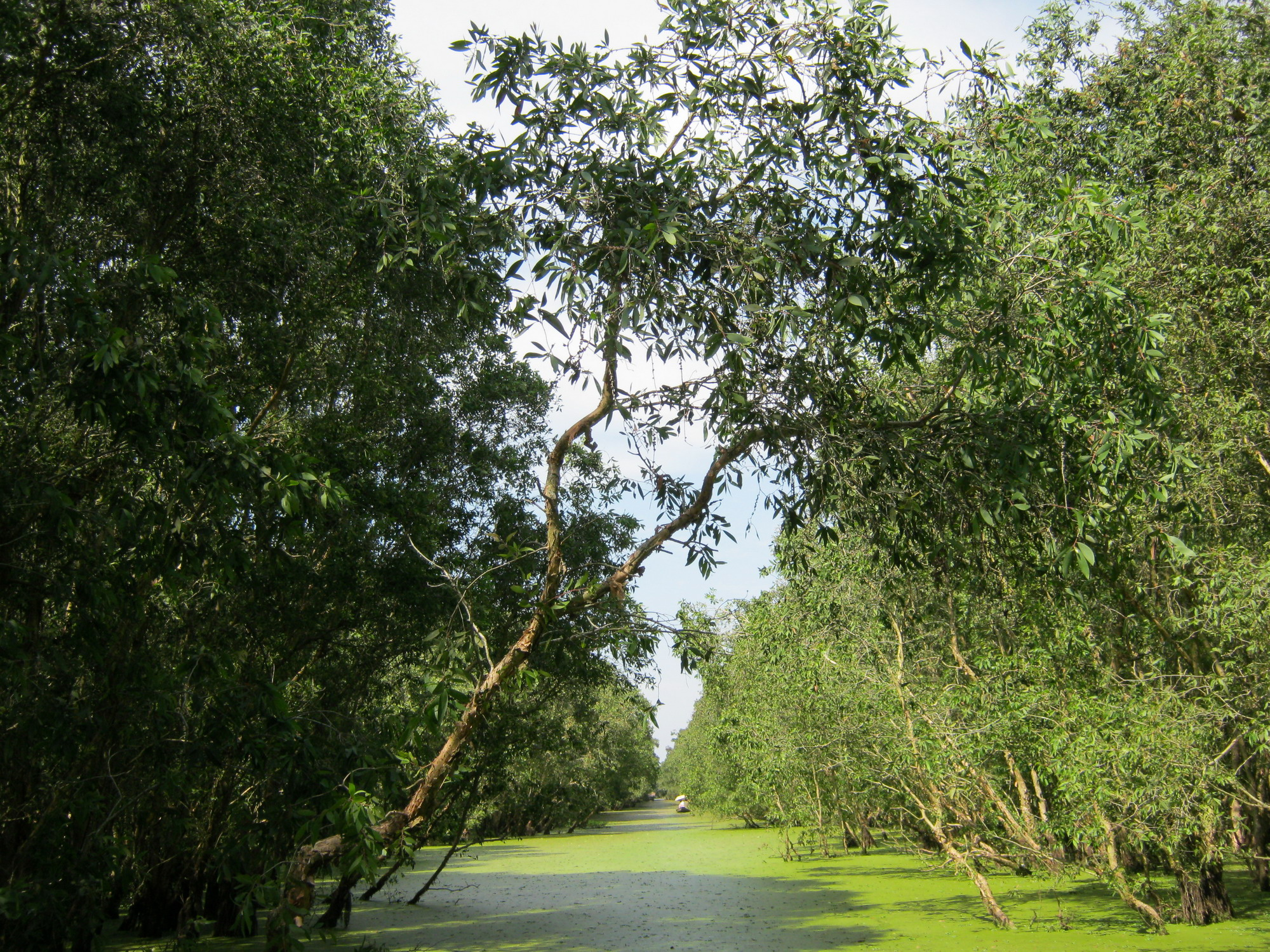
Một trong số lối đi tham quan bằng xuồng chèo

Từ thị trấn Nhà Bàng thuộc huyện Tịnh Biên, đi theo đường tỉnh lộ 948 đến cầu Bưng Tiên tại Km số 6 thì rẽ trái và tiếp tục đi theo một con đường đã được trải nhựa dài khoảng 4 km là đến rừng tràm Trà Sư. Tại đây, du khách đi tắc ráng (tên gọi một phương tiện đường thủy có gắn động cơ của người miền Tây Nam Bộ) và xuồng để đi tham quan rừng tràm.

## Sinh thái
Với diện tích 845 ha, phần lớn loài cây ở rừng tràm Trà Sư là tràm (trên 10 tuổi, cao 5 - 8 m). Ngoài ra, đây còn là nơi sinh sống nhiều loài động vật và thực vật. Ở đây hiện có:
- 70 loài chim thuộc 13 bộ và 31 họ, trong đó có 2 loài chim quý hiếm đã được ghi trong Sách đỏ Việt Nam là giang sen (Mycteria leucocephala) và điên điển phương Đông (Anhinga melanogaster)
- 11 loài thú thuộc 4 bộ và 6 họ, các bộ có số loài nhiều nhất là gặm nhấm (4 loài) và dơi (15 loài), trong đó có loài dơi chó tai ngắn quý hiếm cũng đã được ghi vào Sách đỏ Việt Nam
- 25 loài bò sát và ếch nhái, gồm 2 bộ, 10 họ, trong đó có cả rắn hổ mang, rắn cạp nong
- 10 loài cá xuất hiện quanh năm và 13 loài chỉ xuất hiện vào mùa lũ

Không chỉ phong phú về động vật, rừng tràm Trà Sư còn là nơi tụ họp của 140 loài thực vật thuộc 52 họ và 102 chi, trong đó có 22 loài cây gỗ, 25 loài cây bụi, 10 loài dây leo, 70 loài cỏ, 13 loài thủy sinh, 11 loài sinh cảnh, 78 loài cây thuốc và 22 loài cây cảnh,...

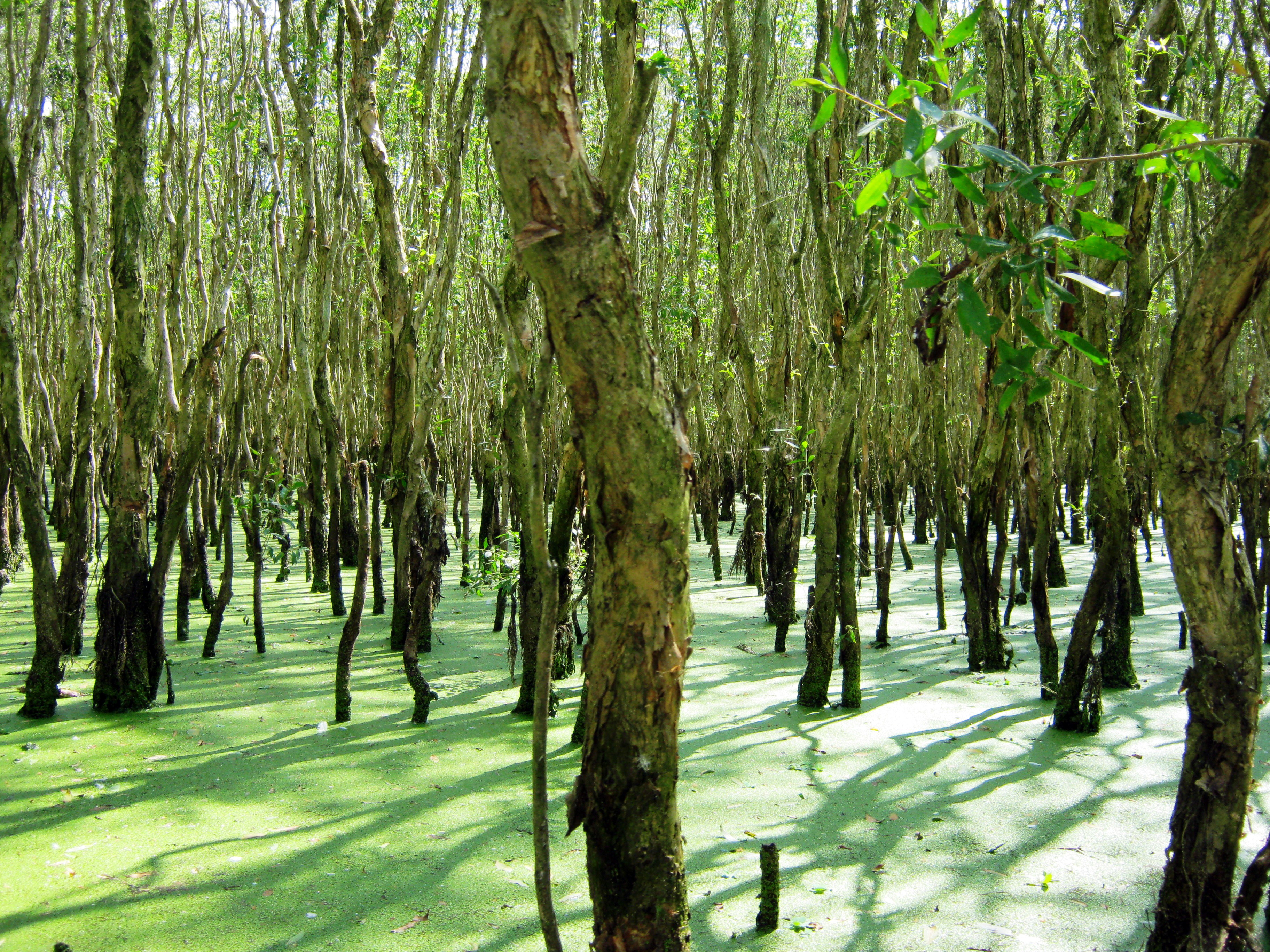
Tràm Trà Sư

Theo kết quả khảo sát của BirdLife International và Viện Sinh thái và Tài nguyên sinh vật, rừng tràm Trà Sư được đánh giá là nơi có tầm quan trọng quốc tế trong công tác bảo tồn đất ngập nước tại đồng bằng sông Cửu Long. Năm 1999, cả hai tổ chức ấy đều đã đề xuất chính quyền địa phương xây dựng khu bảo vệ tại khu vực này. Ngày 27 tháng 5 năm 2003, chính quyền tỉnh An Giang đã ra quyết định phê duyệt thành lập khu bảo vệ cảnh quan rừng tràm Trà Sư, để đáp ứng nhu cầu du lịch sinh thái và phục vụ công tác nghiên cứu bảo tồn môi trường.
Nhìn chung, chính sự đa dạng và phong phú về tài nguyên khiến rừng tràm Trà Sư trở thành điểm đến lý tưởng đối với các nhà nghiên cứu và những người ham mê khám phá thiên nhiên hoang dã. Hiện ngành du lịch An Giang đang khai thác điểm tham quan du lịch sinh thái này.

## Lập kỷ lục
Ngày 15 tháng 1 năm 2020, tại thành phố Long Xuyên, Sở Nông nghiệp và Phát triển nông thôn và Công ty Cổ phần Du lịch An Giang tổ chức lễ đón nhận kỷ lục Việt Nam cho 2 hạng mục rừng tràm Trà Sư và cây cầu tre dài nhất Việt Nam.
Khu du lịch rừng tràm Trà Sư do Công ty cổ phần Du lịch An Giang thuê lại với diện tích trên 160 ha để phát triển du lịch. Với kinh phí trên 10 tỷ đồng, Công ty xây dựng "cây cầu tre vạn bước" xuyên qua khu rừng có chiều dài hơn 10 km qua hai giai đoạn. Giai đoạn 1 có chiều dài gần 4 km, sử dụng trên 500.000 cây tre các loại, kinh phí xây dựng trên 5 tỷ đồng, được đưa vào sử dụng từ ngày 1 tháng 1. Giai đoạn 2 có chiều dài khoảng 6 km, dự kiến hoàn thành vào ngày 30 tháng 4. Năm 2019, đã có hơn 200.000 du khách đến Trà Sư và sau sự thay đổi này, dự kiến lượng khách đến An Giang tăng đột biến trong năm nay.

## Hình ảnh

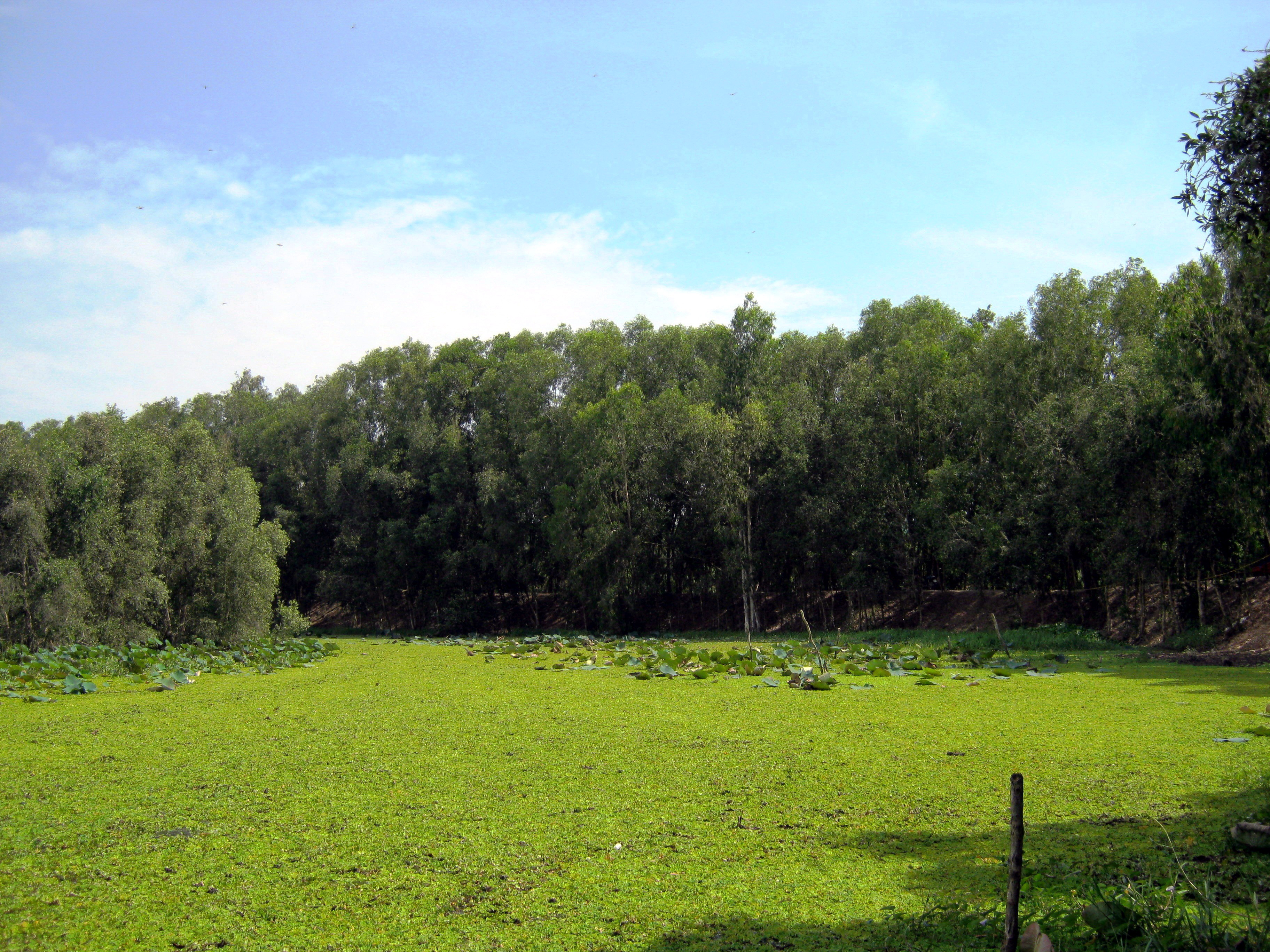
Ngoài tràm, một số loài bèo cũng sinh sôi nhiều ở rừng tràm Trà Sư.
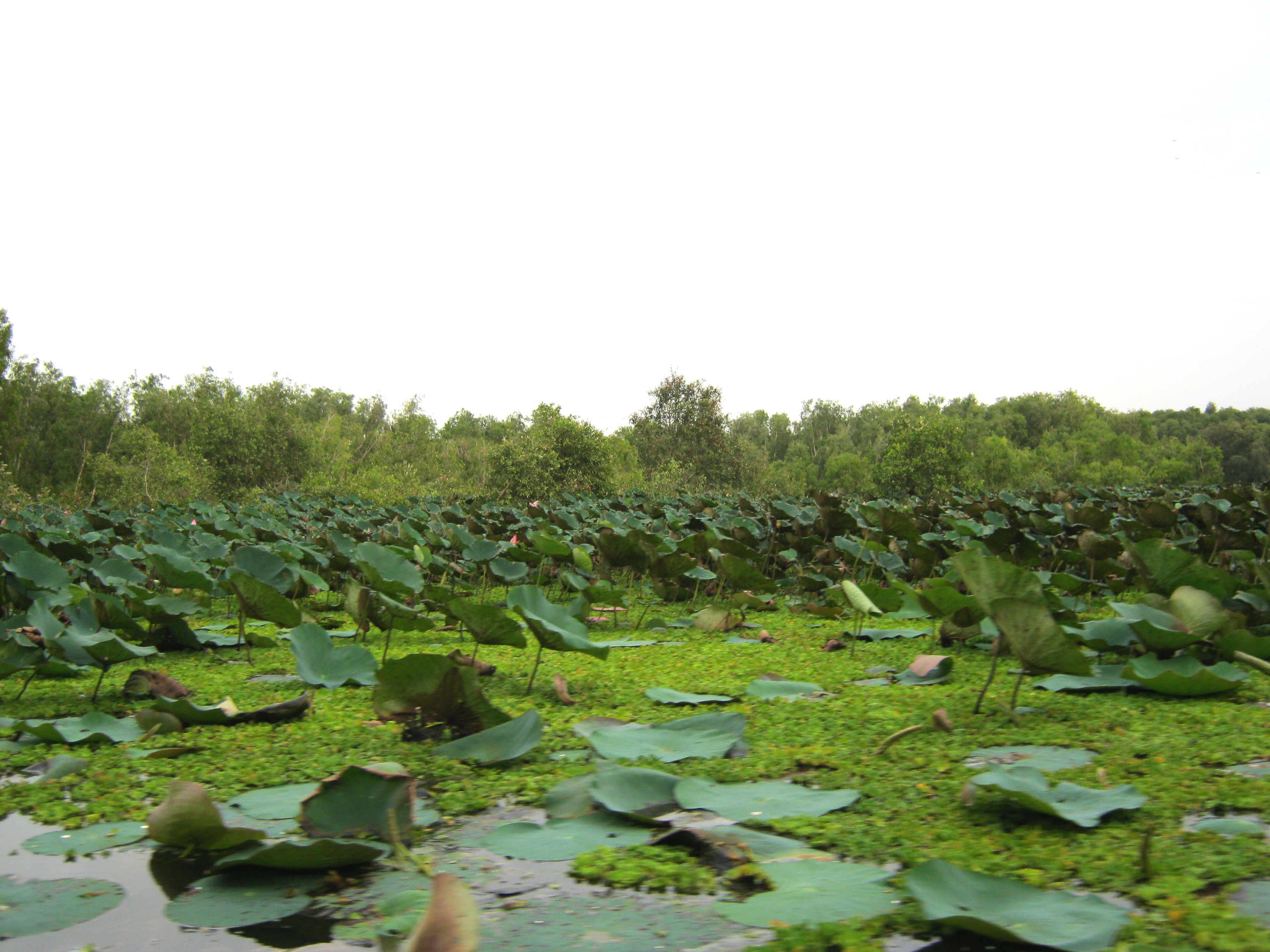
Tương tự, sen cũng mọc nhiều ở đây.
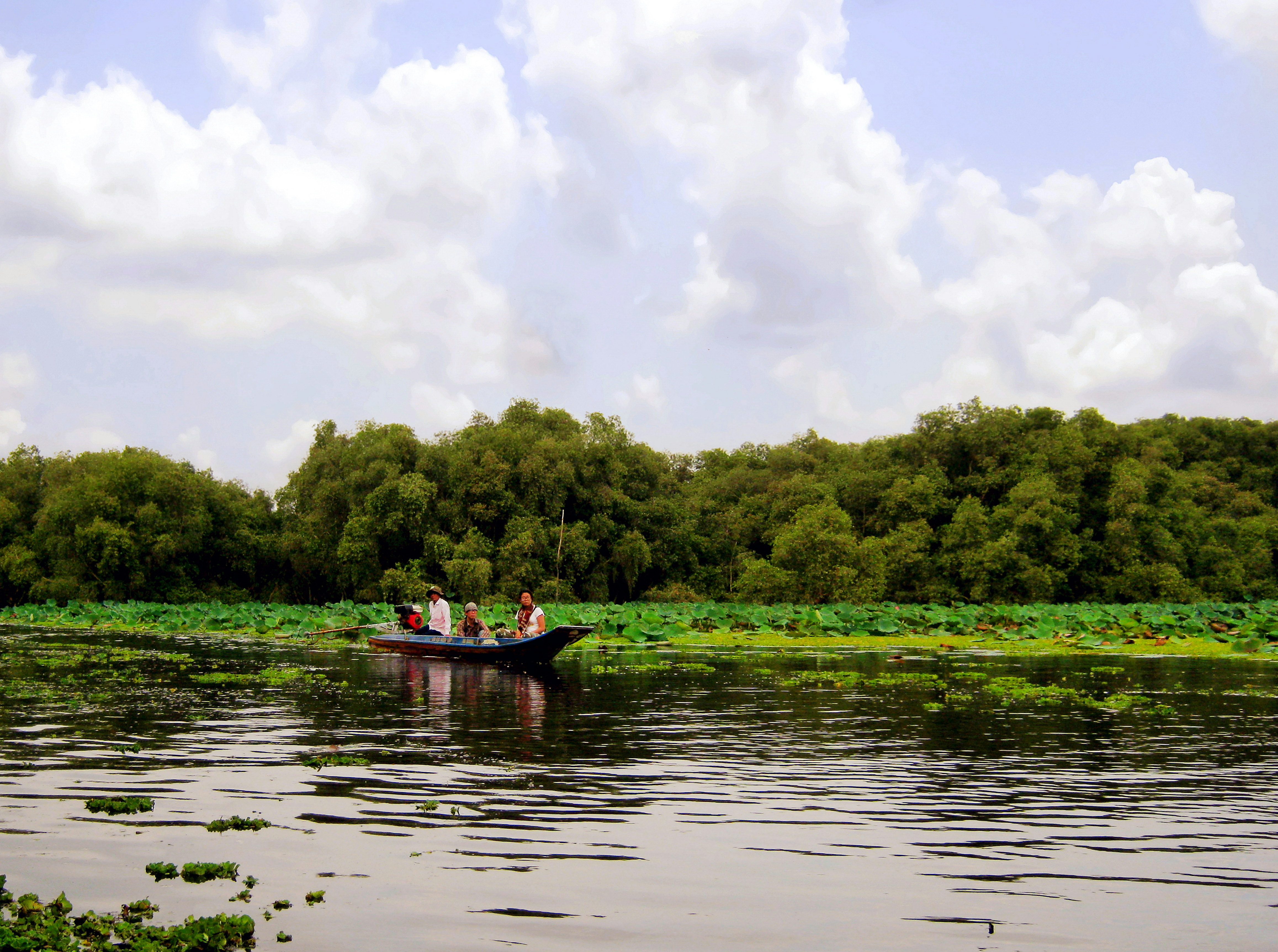
Du khách đi tham quan rừng bằng vỏ lãi. Tuy nhiên, muốn vào khu vực trung tâm (nơi có nhiều loài động vật sinh sống), du khách phải đi bằng xuồng chèo.
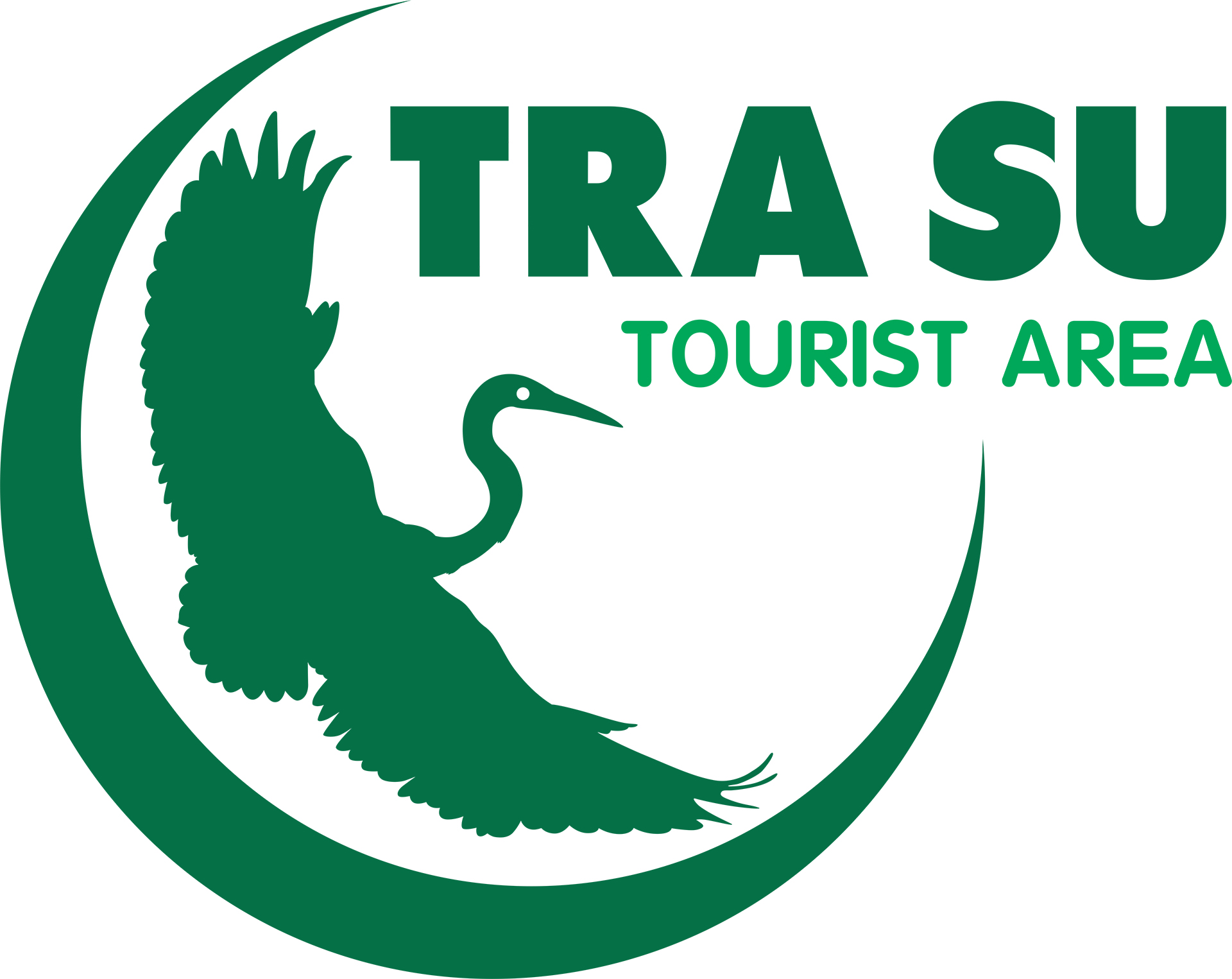
Logo chính Thức của Khu du lịch Rừng Tràm Trà Sư